# Neuville-lez-Beaulieu
Neuville-lez-Beaulieu é uma comuna francesa na região administrativa de Grande Leste, no departamento das Ardenas. Estende-se por uma área de 35,92 km². Em 2010 a comuna tinha 342 habitantes (densidade: 9,5 hab./km²).